# Leonidas
Leonidas (în greacă Λεωνίδας) a fost rege în Sparta între 489 (488) și 480 î.Hr. Faima lui provine din bătălia de la Termopile (480 î.Hr.) în care a condus 300 de spartani și 7000 de alți greci într-una din cele mai memorabile rezistențe din istoria antică împotriva unei armate persane de 180 000 de oameni  condusă de Xerxes I.

## Istoria
Pe timpul domniei lui Darius I, Imperiul Persan ajunsese la apogeul puterii și întinderii sale. Stăpânea de la Indus, în răsărit, la Marea Egee, în apus. Prin supunerea Traciei, înainte de anul 500 î.Hr., "regele regilor" își netezise drumul spre Grecia continentală și pregătise armate, ce întunecau orizontul, pentru invadarea ei finală. Numai victoria strălucită a atenienilor, comandați de Miltiades, la Marathon, în anul 490 î.Hr., a amânat revărsarea asiaticilor peste trupul întregii Grecii.
La numai câțiva ani de la urcarea lui Leonidas pe tronul Spartei (489 î.Hr.) orizonturile s-au întunecat iarăși de valurile armatelor persane. Noile pregătiri de invazie ale lui Xerxes I, urmașul lui Darius I, au întrecut orice închipuire, stârnind o panică paralizantă în toată lumea greacă.
Cu toate că Sparta era ostilă democrației din Atena, statul grec cu cea mai mare putere militară, s-a văzut nevoită să realizeze o înțelegere cu aceasta. Conducerea lacedemoniană a calculat că o eventuală înfrângere a Atenei într-un nou război cu perșii, cel de al doilea război medic, ar urma să afecteze, chiar vital, existența Spartei.
Excelent pregătiți pentru lupta terestră și cu posibilități de a rezista pe o linie de apărare pe Istmul Corint, spartanii și-au dat seama că nu ar putea împiedica flota persană să opereze oricând o debarcare în Pelopones, în spatele liniei lor de apărare. În plus, apariția perșilor în Lacedemonia putea da aripi unei răscoale a hiloților, supușii atât de sălbatic exploatați și de ostili stăpânilor spartani. Invazia inamică și răscoala supușilor ar fi spulberat întregul sistem politic spartan, învechit și sălbatic. Numai puternica flotă ateniană era în stare să apere Sparta dinspre mare, lăsând-o să manevreze liber pe uscat.
Deși ajutorul Atenei era indispensabil, Sparta dorea să nu mai piardă din mână onoarea de a conduce ostilitățile cu invadatorii, așa cum o făcuse, cu zece ani înainte, în primul război medic. Regele Leonidas, eforii și consiliul bătrânilor din Sparta, Gerousia, au conceput și organizat o mare coaliție a tuturor grecilor, un fel de confederație militară panelenică, în care trebuia să se afirme prestigiul războinic al spartanilor.
Guvernul spartan și-a văzut visul împlinit, a primit comanda dorită, dar, pe parcursul războiului, din cauza unor evenimente neprevăzute, născute din evoluțiile de pe câmpurile de luptă, sau determinate de abilitatea strategilor atenieni, marea confruntare cu perșii nu a urmat previziunile inițiale. Dispunând de superioritate în dotarea cu tehnică de luptă navală, atenienii au condus bătăliile navale de la capul Artemision (Insula Eubeea) și de la Salamina, afirmându-se ca putere de prim rang chiar în bătălia combinată, terestră și navală, de la capul Mycale (Insula Samos, 479 î.Hr.).
În toamna anului 481 î.Hr., premergător începerii războiului, la templul lui Poseidon, de pe Istmul Corint, s-au întrunit pentru prima dată delegații din aproape toate polisurile grecești. Întâlnirea s-a transformat într-un mare succes diplomatic al spartanilor. Adunarea a aordat Spartei comanda supremă, terestră și navală, a forțelor panelenice, forțe reunite în acele condiții de necesitate. În fruntea forțelor grecești urmau a se afla cei doi regi ai Spartei, Leonidas și Euribiades.
Un al doilea consiliu militar al coaliției elene s-a reîntrunit în primăvara anului următor, 480 î.Hr.. Atunci s-a dezbătut planul general de luptă. Conform propunerii atenianului Temistocle, s-a hotărât ca operațiunile decisive să se desfășoare pe mare, începând de la capul Artemision, din nordul insulei Eubeea. Pentru a apăra spatele flotei, respetiv porturile ei de retragere și realimentare, oștirea ligii panelene trebuia să împiedice pătrunderea pe uscat a forțelor persane, forțe ce se prelingeau dinspre nord, dinspre Macedonia și Tesalia. Trebuia stabilită o poziție de rezistență pe uscat, un aliniament unde să poată fi oprită mulțimea asiatică.
Prima alegere a vizat ocuparea trecătorii Tempe, dar aceasta presupunea două riscuri. În primul rând, la nord de ea, câteva trecători traversau munții spre apus, spre Tesalia, trecători prin care perșii s-ar fi putut strecura în spatele liniei grecilor. În al doilea rând, tesalienii erau suspectați de o înțelegere cu regele persan. Ambele riscuri, chiar luate separat, ar fi putut conduce la același pericol militar, respectiv la învăluirea armatelor ligii grecești.
Pentru a evita orice situație defavorabilă, s-a hotărât în final ca Tesalia să fie lăsată în afara liniilor de apărare grecești și să se organizeze rezistența în trecătoarea Termopile, poziția cea mai favorabilă, singura de unde se putea controla pătrunderea din Tesalia spre Grecia centrală. Acolo muntele Eta cobora direct în mare, fiind separat de apele înspumate numai printr-o cale îngustă de zece metri, care numai pe alocuri se lărgea până la cincizeci de metri. Defileul Termopile se afla mai la sud de trecătoarea Tempe, prima variantă propusă și își datora numele unor izvoare termale aflate în apropiere. Nu mai exista o altă cale accesibilă pentru armata persană spre Atica, spre Pelopones, sau spre Sparta. De altfel, pe parcursul istoriei, trecătoarea Termopile a primit și numele simbolic de cheia Greciei.
Regele Leonidas, căruia i se încredințase comanda tuturor trupelor grecești și apărarea trecătorii, a preluat, în mod direct, comanda forțelor de apărare a trecătorii la sfârșitul lunii iulie 480 î.Hr., cu foarte puțin înainte ca orizonturile de la nord să se întunece de puzderia armatei asiatice.
Nu putea fi mulțumit de forțele armate atribuite. Din armata de elită spartană nu primise decât 300 de hopliți (infanterie grea). Acestora li se adăugaseră detașamente ale altor polisuri, care nu depășeau 5000 de oameni. Erau trupe pestrițe, ușor înarmate, mai slab instruite, pe care se putea baza în mai mică măsură.

### Educația militară
Educația dură, uneori sălbatică, a bărbaților spartani, producea de secole numai războinici de elită, antrenați excelent, atât individual cât și în grup, cu un moral la fel de rece și pragmatic ca și piatra cazărmilor. Acea educație grosieră și neiertătoare devenise celebră încă din antichitate, transmițând înfrigurare și posterității.
Fiecare băiețel spartan nou născut trebuia prezentat consiliului bătrânilor. Dacă era bine constituit, era redat părinților, dar dacă vreun defect fizic l-ar fi putut face inapt pentru a deveni un bun oștean, era sortit morții și aruncat în prăpastia Apothetilor, la poalele muntelui Tayget.
Când împlinea șapte ani, micul spartan era luat de la familie și instalat la cazarmă, împreună cu alți copii de aceeași vârstă. De atunci începea dresajul în comun, program numit agoge. Pe măsură ce creștea, copilul trecea succesiv în alte clase, sau etape, cu reglementări de educație fizică și morală din ce în ce mai severe. La treisprezece ani era tuns scurt. Lipsit de orice lenjerie de corp, tânărul spartan trăia și se antrena numai într-o tunică scurtă. Dormea pe un pat de stuf, recoltat de el de pe malurile râului Eurotas, ce curgea pe lângă Sparta, iar iarna, pentru a se feri de frig, se acoperea cu o învelitoare din ciulini presați. Greșelile erau aspru pedepsite prin bătaie, sau prin privare de hrană.
După lungi și chinuitoare antrenamente, obișnuit cu brutalitatea chiar în jocurile sportive, la șaisprezece ani tânărul devenea elev-soldat, iar la optsprezece ani era numit "solicitant" și era vărsat la armată. La început primea atribuții de ordonanță și avea ocazia să observe de la distanță câmpul de bătălie și posibilitatea traducerii în practică a teoriilor războinice care îi fuseseră inoculate, dar la nevoie devenea combatant. Abia la douăzeci de ani se ridica la dreptul de adevărat războinic al armatei Spartei, fiind obligat să servească până la vârsta de 60 de ani. 
La treizeci de ani, războinicul primea dreptul de a participa la adunarea populară, numită „apella". Războinicii de bază erau cei cuprinși între vârstele de 20 și 50 de ani. Cei mai tineri, sau cei cu vârsta cuprinsă între 50 și 60 de ani, erau păstrați în rezerva disponibilă. Abia după 60 de ani un bărbat spartan nu mai era dator armatei.

### Bătălia de la Termopile

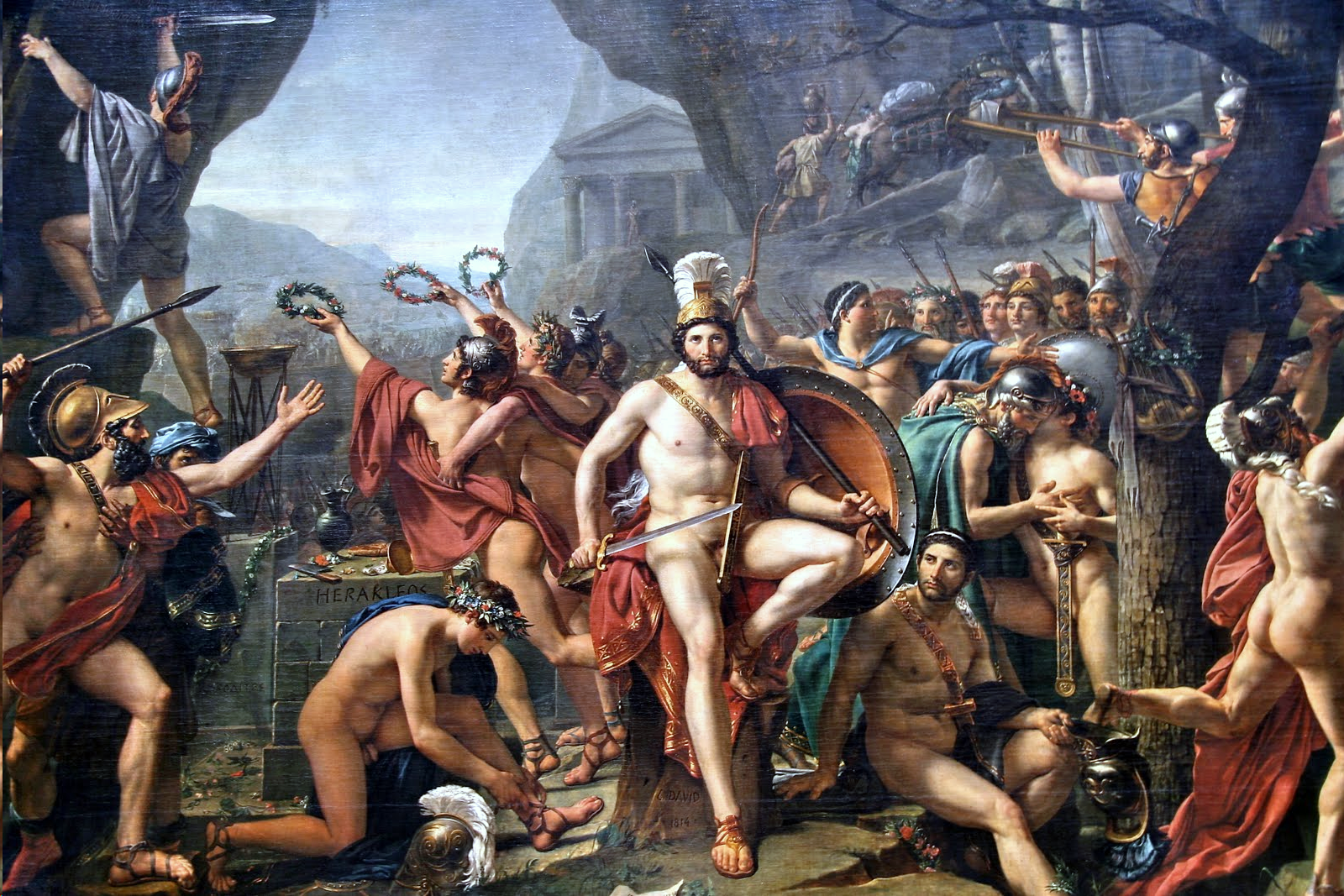
Leonidas la Termopile (1814), de Jacques-Louis David care a ales tema în urma Revoluției Franceze pentru ilustrarea „îndatoririi cetățenești și sacrificiului propriu”, dar și pentru contemplarea morții

Xerxes I adusese din străfundurile Asiei Mijlocii și din țările supuse, mai mult de 300.000 de luptători divers înarmați, divers pregătiți, cu o mai mare sau mai mică motivare să lupte. Grație contribuției forțate a orașelor grecești din Ionia (Asia Mică), regele persan adunase o flotă de circa 1200 de nave de luptă și 3000 de transport. Trecând Helespontul în Europa, imensa masă umană a pătruns în Tracia de sud, în Macedonia și Epir, scurgându-se spre Grecia centrală, spre Atica și, mai departe, spre Pelopones.
Conform planurilor stabilite în consiliul ligii panelenice, când s-au apropiat trupele persane de Termopile, flota greacă a ieșit în larg, la capul Artemision, în apele insulei Eubeea, pentru a înfrunta flota inamică de invazie.
Pe uscat, inteligenta dispunere a forțelor grecești și coordonarea detașamentelor ce angajau lupta, i-au dat posibilitatea lui Leonidas să respingă glorios atacurile puhoaielor dușmane. Din păcate, trădarea unui localnic grec le-a descoperit perșilor o potecă prin munți, pe unde s-au infiltrat pentru a ataca prin spate pe apărătorii greci. Înțelegând că rezistența va avea un sfârșit tragic, Leonidas a trimis înapoi cea mai mare parte a trupelor, păstrând alături de sine pe cei 300 de hopliți spartani, pe războinicii din orășelul Thespia și o parte din thebanii voluntari, hotărâți să moară în luptă. În virtutea severelor legi lacedemoniene, războinicii spartani n-aveau dreptul să se retragă din luptă. Herodot sugerează că un oracol delfic ar fi fost cauza rezistenței singulare a regelui spartan.
Cu elan eroic temerar și o dăruire supremă, Leonidas a condus mica lui trupă la un atac disperat, pătrunzând vijelios în tabăra persană și devastând. Lupta, de o intensitate și dezlănțuire rar întâlnită, a provocat asiaticilor pierderi imense, atât în rândul ostașilor cât și al comandanților. Chiar doi frați ai lui Xerxes au căzut în luptă.
Înconjurați de movilele trupurilor inamice, împreună cu eroicul lor rege și comandant, și-au dat viața toți luptătorii greci.

### Urmările bătăliei
Fapta lui Leonidas și a ostașilor săi a impresionat întreaga lume antică, precum și posteritatea, astfel că atunci când se amintește de Termopile, sau de un război al grecilor oricine fuge cu gândul la acei eroi legendari. Sparta însăși, care prin lege trebuia să reprime orice sentimente de glorificare individuală, i-a ridicat lui Leonidas, pe locul luptei, un mormânt de piatră reprezentând un leu. Versurile lui Simonides, săpate în piatră, par a fi un ultim mesaj din partea neasemuitului Leonidas și al ostașilor săi: 
„Spune-i, drumețule, Spartei, că noi ce aici căzut-am, ne-am jertfit împlinind sfintele legi ale patriei. (Inscripție de pe monumentul dedicat regelui Leonidas)”
Sacrificiul suprem de la Termopile a avut darul de a zdruncina încrederea armatei invadatoare și de a înaripa curajul grecilor pentru luptele următoare.
Trecând umiliți de Termopile, perșii au cucerit și incendiat Thespia, Plateea și Atena, dar victoriile navale ale atenianului Temistocle la Salamina, ale lui Leotyides și Xanthippos la Mycale, lângă Samos și înfrângerea suferită de generalul persan Mardonios în fața coaliției polisurilor grecești conduse de spartanul Pausanias la Plateea, în cursul anului următor (479 î.Hr.), au provocat deruta finală a invadatorilor și eliberarea cetăților grecești din Asia Mică, grupate apoi de Atena în Liga de la Delos (478 î.Hr.).
Liga ateniană a continuat lupta cu perșii obținând după un deceniu, victoria navală de la Eurymedon, în 468 î.Hr.. Prin tratatul din anul 449 î.Hr., Artaxerxes I a trebuit să recunoască independența de fapt a cetăților grecești din Ionia, mulțumindu-se cu o vasalitate formală. Jertfa simbolică a lui Leonidas și a spartanilor săi nu a fost zadarnică, această victorie a condus la o victorie finală a neamului său, adăugând încă o steluță pe bolta constelaților grecești.

## În cultura populară
Richard Egan l-a interpretat pe regele Leonidas în filmul epic Cei 300 de spartani din 1962 care a fost regizat de Rudolph Maté.
Gerard Butler a jucat rolul lui Leonidas în filmul 300 - Eroii de la Termopile din 2007 și în secvențe flashback în 300 - Ascensiunea unui imperiu din 2014. 
În filmul parodie Întâlnire cu spartanii din 2008, Sean Maguire a interpretat rolul regelui Leonidas, iar Zachary Dylan Smith rolul lui Leonidas tânăr.